# Soundogo
Ne doit pas être confondu avec Sondogo.
Soundogo est une localité située dans le département de Korsimoro de la province du Sanmatenga dans la région Centre-Nord au Burkina Faso.

## Éducation et santé
Le centre de soins le plus proche de Soundogo est le centre de santé et de promotion sociale (CSPS) de Korsimoro tandis que le centre hospitalier régional (CHR) se trouve à Kaya.
Soundogo possède, depuis 2017, une école primaire publique.